# Eudule malefida
Eudule malefida là một loài bướm đêm trong họ Geometridae.